# Egon Petri
Egon Petri (Hanôver, 23 de março de 1881 – Berkeley, 27 de maio de 1962) foi um pianista clássico neerlandês naturalizado estadunidense.

## Biografia
Egon Petri nasceu em Hanôver e passou a infância em Dresden. Era filho do violinista Henri Petri (1856–1914), discípulo de Joseph Joachim, que atuou como concertino da Orquestra Gewandhaus de Leipzig a partir de 1882 e, em 1889, foi nomeado Concertino Real da Saxônia ("Königlich Sächsischer Konzertmeister") da Orquestra Estatal de Dresden. Egon iniciou seus estudos de violino com o próprio pai.
Complementou sua formação estudando teoria musical com Felix Draeseke, piano com Richard Buchmayer e Teresa Carreño, além de órgão e trompa. Frequentou a tradicional Kreuzschule de Dresden e, entre 1899 e 1901, integrou como segundo violino o Quarteto Petri, fundado por seu pai.
Em Berlim, onde também estudou filosofia, além de Weimar e Dresden, foi aluno do renomado pianista e compositor Ferruccio Busoni (1866–1924), amigo próximo da família. Petri logo se destacou como um dos principais discípulos e intérpretes da obra de Busoni. Em 1921, os dois apresentaram-se juntos em Londres. Petri também colaborou com Busoni na edição das obras para piano de Johann Sebastian Bach e produziu uma transcrição pianística da ária Schafe können sicher weiden, da cantata de caça de Bach, mantendo-se fiel à estética do mestre.
Em 22 de setembro de 1905, realizou em Leipzig gravações para o sistema de piano mecânico Welte-Mignon. Atuou como solista em diversos países da Europa, incluindo uma extensa turnê pela Rússia em 1923. Petri foi o primeiro pianista da Europa Ocidental autorizado a se apresentar na Rússia Soviética após a Revolução de 1917 e, até sua morte, continuou sendo reverenciado por pianistas soviéticos. A partir de 1929, passou a gravar discos, e estreou nos Estados Unidos em 1932, em Nova Iorque.
Reconhecido internacionalmente também como professor, lecionou entre 1906 e 1910 no Royal Northern College of Music, entre 1921 e 1925 na Universidade das Artes de Berlim e, de 1927 a 1939, em Zakopane, na Polônia. Na véspera da invasão da Polônia pela Alemanha Nazista, em 1939, conseguiu fugir para a Inglaterra, deixando todos os seus bens para trás. Em seguida, emigrou para os Estados Unidos, onde fixou residência e jamais voltou a se apresentar ou lecionar na Alemanha.
Nos Estados Unidos, ensinou na Universidade Cornell (1940–1946), no Mills College em Oakland (1947–1957), e no Conservatório de São Francisco, onde permaneceu de 1952 até sua morte. Em 1957, atuou brevemente na Academia de Música da Cidade de Basileia, na Suíça. Entre seus alunos mais destacados estão Earl Wild, John Ogdon, Newman Wilson Powell, Leonard Klein, Alexander Libermann, Lois Maer, Jan Hoffman, Robert Sheldon, John Moriarty e Ruth Orr Kent.
Para o pianista Rudolf Firkušný, Petri era "não apenas um grande pianista, mas um dos maiores de todos os tempos". O Grove’s Dictionary de 1954 destacou sua "clareza interpretativa" e "mãos maravilhosas, que jamais faziam um movimento desnecessário".
Egon Petri faleceu em Berkeley (Califórnia), em 27 de maio de 1962, aos 81 anos.